# Mondo (entreprise)
Pour les articles homonymes, voir Mondo.
Mondo S.p.A. est une entreprise industrielle italienne, fondée en 1948 et spécialisée dans la production de gommes et de matériaux plastiques pour des surfaces notamment sportives (gymnases, pistes d'athlétisme). 

## Historique
Mondo est fondée en 1948par Edmondo Giovanni Stroppianna. La première production de l'entreprise est des rustines destinées aux chambres à air des vélos. Mondo se diversifie en fabriquant des ballons de pallapugno. En parallèle de la production de ballons, l'entreprise produit des revêtements de sol en caoutchouc,,. 
Aux Jeux olympiques de Montréal en 1976, Mondo fournit la piste en synthétique dédiée à l'entraînement pour l'athlétisme. À partir des Jeux olympiques de Barcelone en 1992, l'entreprise fournit également la piste principale d'athlétisme. Depuis 1976, l'entreprise est devenue le principal fournisseur des différents comités d'organisation olympiques ou des championnats du monde d'athlétisme pour les revêtements synthétiques.
Pour les Jeux de Paris en 2024, Mondo fournit en plus des pistes d'athlétisme, les haies, les starting-blocks, les sautoirs et les matelas de réception, ainsi que les aires pour le lancer,.

## Activités
Le siège de l'entreprise se trouve à Gallo d'Alba en province de Coni, en Italie. Le groupe Mondo compte 800 personnes dans trois secteurs d'activités : les revêtements sportifs, les surfaces de sol à usage civil (métros, trains...) et les jouets.

## Records
Les pistes d'athlétisme de Mondo sont qualifiées par les commentateurs comme étant « ultra rapide », notamment grâce à leur conception en caoutchouc. Depuis 1972, près de 300 records du monde ont été réalisés sur une surface développée par l'entreprise.
Le perchiste Armand Duplantis est surnommé Armand « Mondo » Duplantis, en référence au nom de l'entreprise italienne.

## Partenariat
En 2011, elle sponsorise le prix de l'athlète européen de l'année en athlétisme.